# Les Soulèvements de la Terre

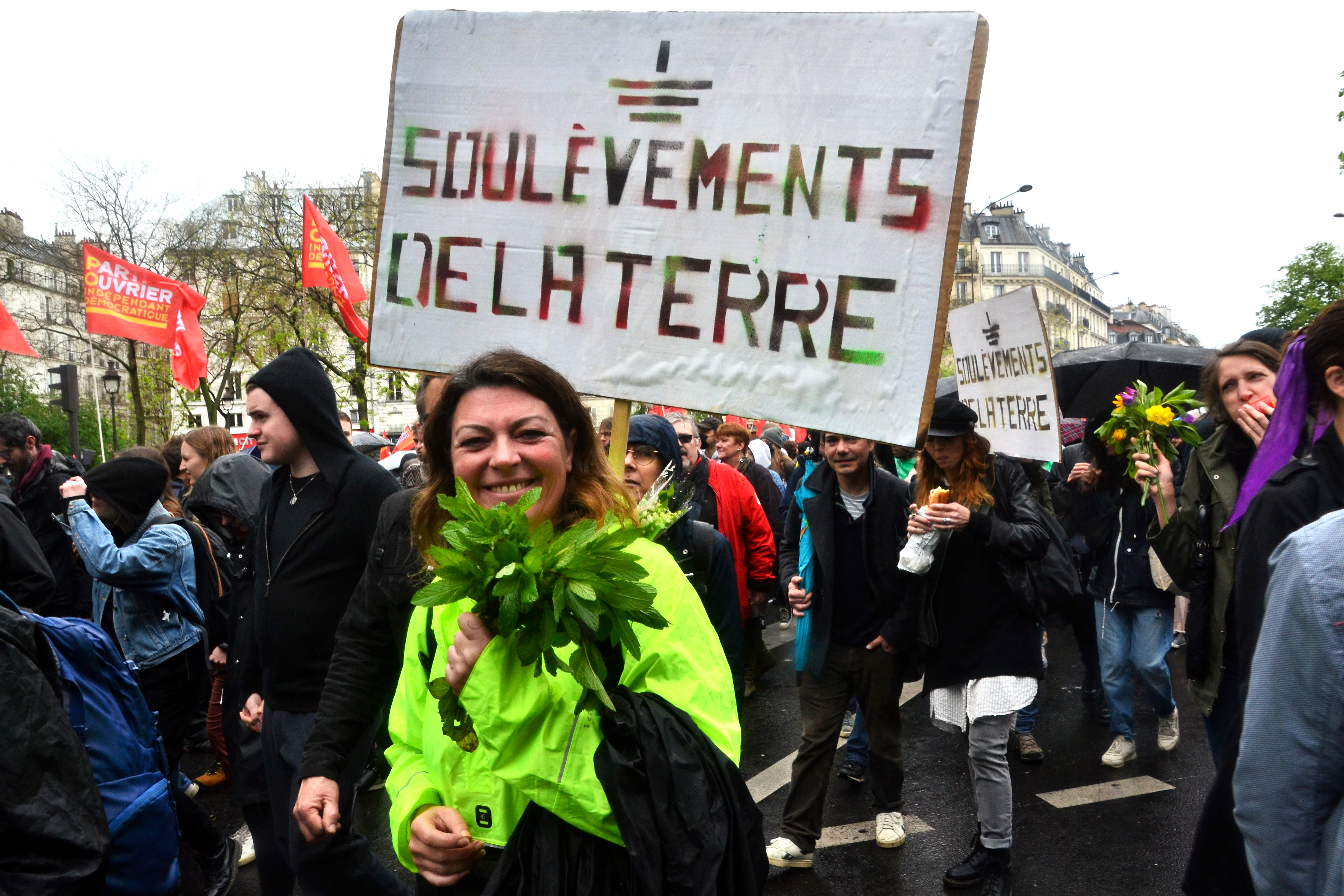
Schild der Aufstände der Erde mit vom Erdungssymbol entlehntem Logo bei Erster-Mai-Demo

Les Soulèvements de la Terre (kurz: SLT, englischer Name: The Earth Uprisings Collective, deutsch etwa: Die Aufstände der Erde) ist eine aus Frankreich stammende Umwelt- und Klimaschutzbewegung, die 2022 durch die Privatisierung von Wasser im Süden Frankreichs Zulauf erhielt.

## Historie
Die Gruppe wurde 2021 durch Aktivisten aus dem Umfeld der Anti-Flughafen-Bewegung von besetzten Feldern (ZAD) bei Notre-Dame-des-Landes gegründet und vereint Klimaaktivisten, Bauern, Gewerkschafter und Linksautonome beim Protest gegen sozial- und klimaschädliche Vorhaben wie der Enteignung für große Bauprojekte (Land Grabbing) und dem Abbau von Rohstoffen (Extraktivismus).
→ Hauptartikel: Sainte-Soline#Bau eines Wasserrückhaltebeckens ab 2022

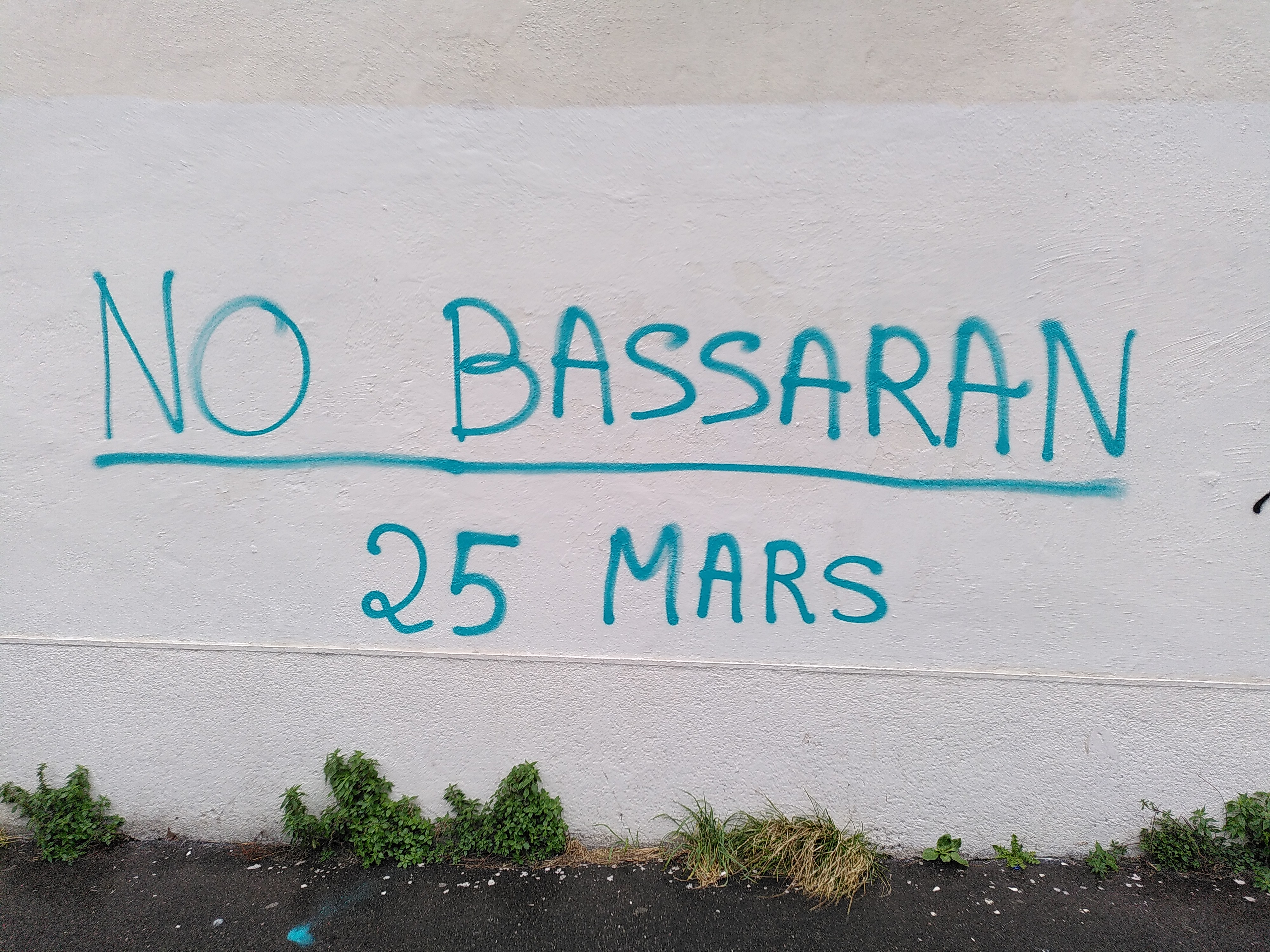
Graffito mit an No Pasaran! angelehntem Slogan gegen die Wasserspeicherbecken in Sainte-Soline

Bei der Kontroverse um den geplanten Bau von 16, aus Regen-, Grundwasser und dem nahegelegenen Sèvre Niortaise gespeisten, Wasserrückhaltebecken in Sainte-Soline beteiligte sich die Gruppe und erstürmte mit mehreren 10.000 Demonstranten die betroffenen Liegenschaften. Bei Zusammenstößen mit etwa 3.000 zusammengezogenen Polizisten kam es zu mehreren Schwerverletzten. Nach Ansicht der Protestierenden überführt das Vorhaben zurzeit noch für die Allgemeinheit zugängliche Frischwasserquellen in nicht-nachhaltige Bewirtschaftung und sorgt für die Privatisierung der auf absehbare Zeit knappen Ressource Wasser durch agrarwirtschaftliche Großbetriebe.
Weitere Proteste umfassen den dekommodifizierten Zugang zu anderen Wasserquellen und zu landwirtschaftlich nutzbaren Flächen sowie den Schutz von biodiversitätsfördernden Flächen gegenüber Raubbau und Übernutzung.
Der ehemalige Sprecher von Fridays for Future in Kenia, Kevin Mtai, ist Sprecher für die globale Dachorganisation Earth Uprising International in Afrika.

## Rezeption
Der damalige, liberal-konservative Innenminister Frankreichs, Gérald Darmanin, bezeichnete die Bewegung im Oktober 2022 als „Ökoterroristen“, was Widerspruch aus akademischen und zivilgesellschaftlichen Kreisen erregte. Die französische Regierung verbot die Gruppe im Juni 2023 mit der Absicht, künftige Mitgliedschaften mit bis zu 75.000 Euro Strafe oder drei Jahren Haft ahnden zu wollen. Daraufhin erklärten aus Protest etwa 100.000 französische Privatpersonen, Vereine und Parteien ihre Mitgliedschaft zur Gruppe. Es kam zur Gründung von mehr als 190 Ortsgruppen. International erklärten 300 Organisationen ihre Unterstützung.
In Folge kam es zu mehreren Dutzend Festnahmen; neun Sprecher von Gewerkschaften und Nichtregierungsorganisationen wurden in Folge als Mitglied der Aufstände angeklagt. An einem Protest gegen Sandabbau im Département Loire-Atlantique nahm im Juli 2023 die grüne Parlamentsabgeordnete Julie Laernoes teil.
Laut Protestforschern zieht die Bewegung Inspiration aus der Occupy-Bewegung und dem zapatistischen Aufstand. Kristin Ross zog aufgrund der Berufung auf öffentliche Güter und Commoning, der Bündnisbreite sowie der Form direkter Interventionen Parallelen zu Pariser Kommune. Anfang April 2025 trat in der Schweiz erstmalig eine inhaltlich verwandte und mit „Aufstände der Allmende“ ähnlich benannte Aktionsgruppe in Erscheinung.

## Veröffentlichungen
- Erste Beben. Aus dem Französischen von Sula Textor, Claire Schmartz, Andreas Jandl & Franck Traps, Assoziation A, Hamburg 2025, ISBN 978-3-86241-509-0